# Unica Zürn

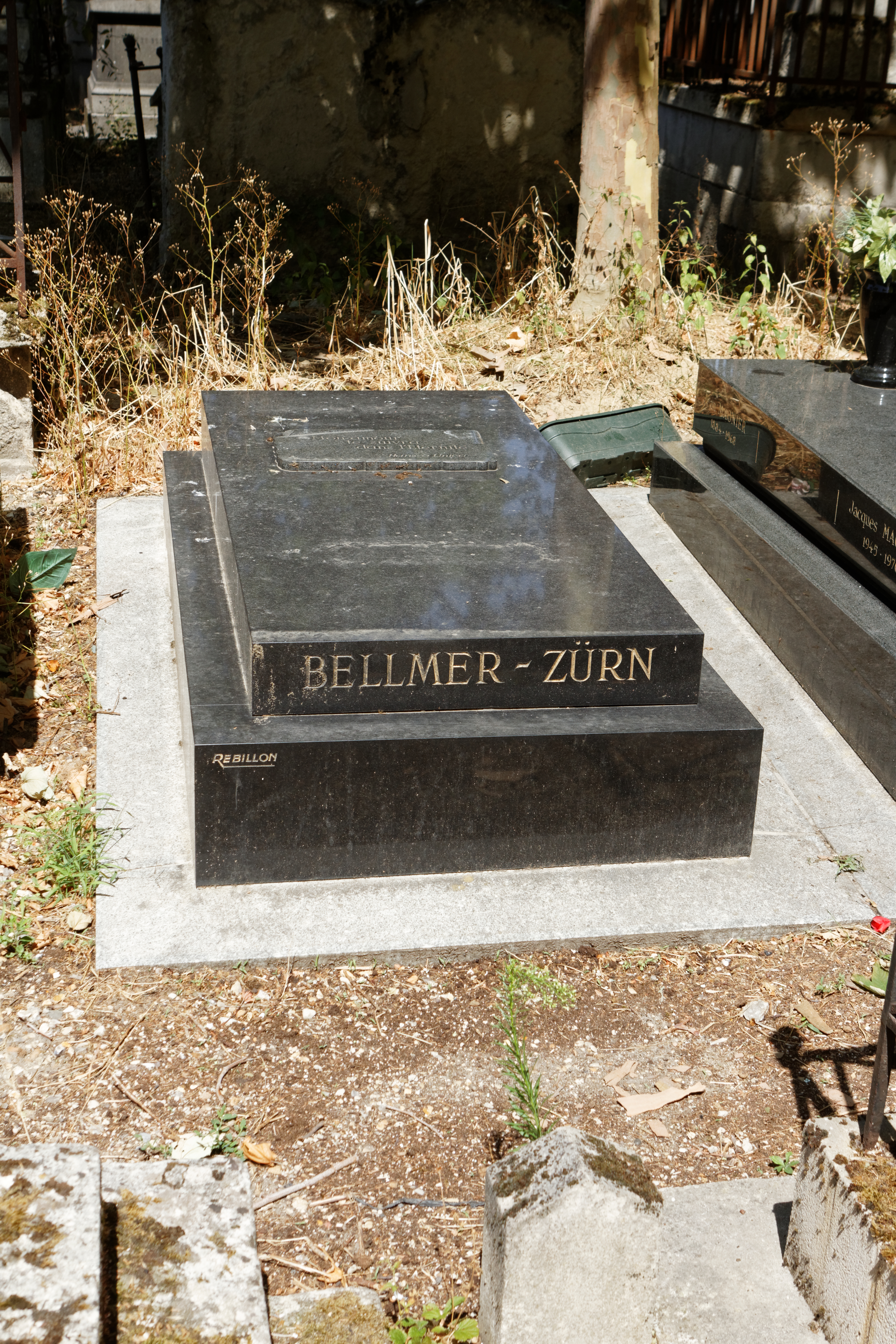
Nagrobek Bellmera i Zürn na cmentarzu Père-Lachaise w Paryżu

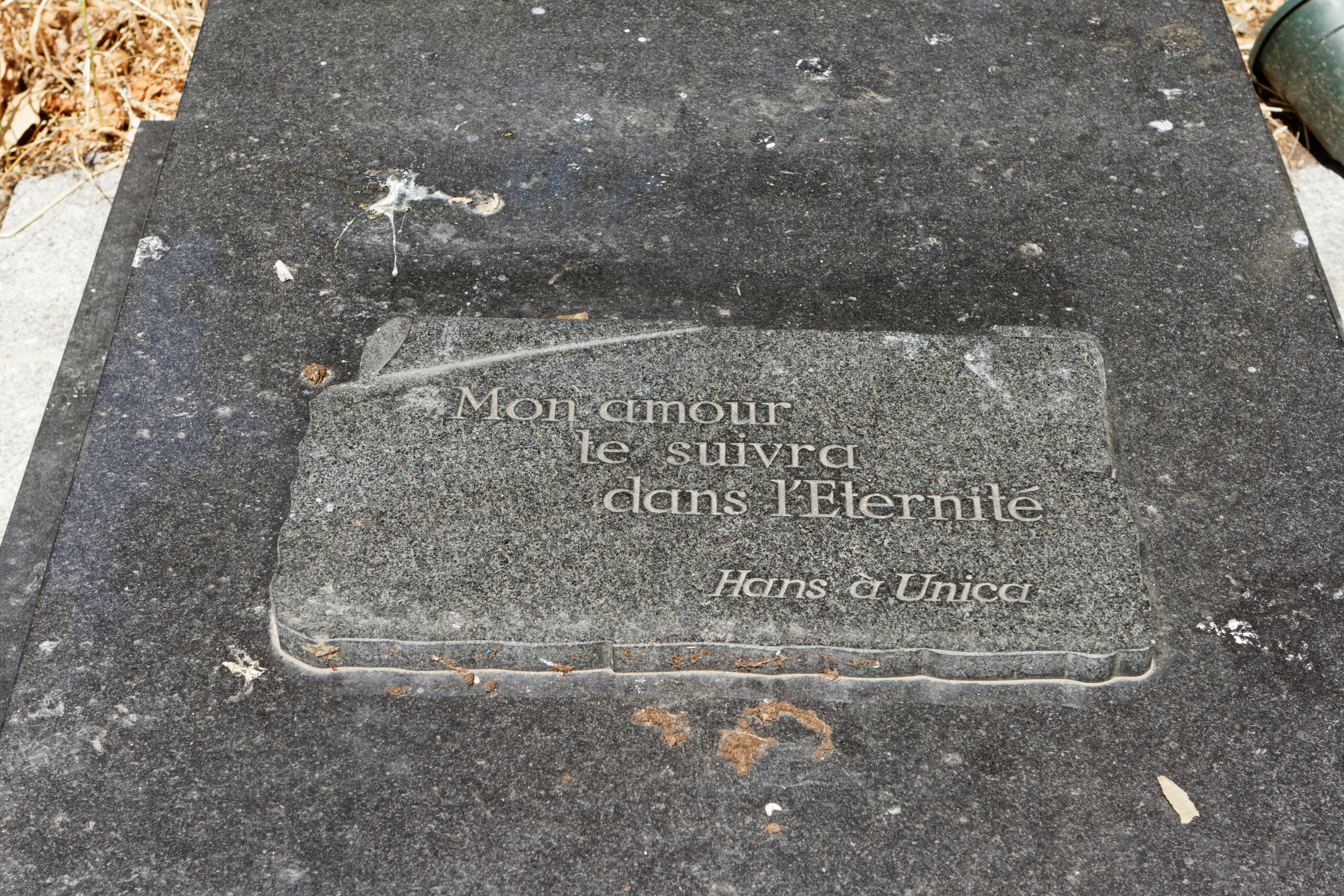
Nagrobek Bellmera i Zürn na cmentarzu Père-Lachaise w Paryżu

Unica Zürn (ur. 6 lipca 1916 w Berlinie, zm. 19 października 1970 w Paryżu) – niemiecka pisarka i rysowniczka.

## Życiorys
W roku 1933 ukończyła studia handlowe w Berlinie i rozpoczęła pracę jako stenotypistka, a następnie w latach 1936–1942 pracowała jako scenarzystka i autorka filmów reklamowych. W 1942 roku wyszła za mąż za Ericha Laupenmühlena, małżeństwo to rozpadło się po siedmiu latach, gdy porzuciła męża i dwójkę dzieci. Swoją karierę pisarską rozpoczęła po II wojnie światowej. W tym okresie jej twórczości powstały głównie krótkie opowiadania i słuchowiska radiowe. Uczestniczyła w życiu artystycznym Berlina. W 1953 roku artystka spotkała w Berlinie Hansa Bellmera.
W tym samym roku została jego partnerką i modelką, razem przeprowadzili się do Paryża. Artystka poznała tam grupę surrealistów i zaczęła tworzyć rysunki. Wkrótce została zorganizowana wystawa jej prac w galerii Le Soleil dans la tête. Była przyjaciółką m.in. Mana Raya i Maxa Ernsta.
Około roku 1957 zaczęła chorować na depresję i schizofrenię. Została hospitalizowana w klinice Wittenau. Po tym pobycie nastąpiły kolejne, w szpitalu Sainte-Anne w Paryżu (wrzesień 1961), w La Rochelle, Maison-Blanche w Neuilly-sur-Marne (1966, 1969 i 1970). Choroba znacznie wpłynęła na twórczość artystki np.: w powieści „Człowiek Jaśmin” (powieść ta we Francji doczekała się obszernego opracowania – psychoanalizy lacanowskiej – przeprowadzonej przez psychopatologa Jeana Claude’a Marceau), gdzie artystka analizowała własny stan psychiczny.
W 1959 roku uczestniczyła w międzynarodowej wystawie surrealizmu w galerii Daniel Cordier w Paryżu. Fotografie Bellmera ukazujące nagą i związaną Unicę ozdobiły okładkę przeglądu „Surrealizm”.
Hospitalizacja artystki nie dała efektów. W 1970 roku jej stan był krytyczny. Nie mogła już ani pisać ani rysować. Uzyskała pozwolenie na opuszczenie kliniki. 19 października 1970 w wyniku choroby artystka popełniła samobójstwo, skacząc z okna apartamentu Bellmera.

## Twórczość pisarska
- Hexentexte [Tekst wiedźm] (1954)
- Der Mann im Jasmin [Pan Jaśmin] (1965)
- Wakacje w Białym Domu
- Spotkanie z Hansem Bellmerem
- Crécy (dzienniki)
- Książka czytanek dla dzieci
- Dunkler Frühling [Ciemna wiosna] (1970)